# USS Lagarto (SS-371)
El USS Lagarto (SS-371) fue un submarino de ataque de la clase Balao que sirvió en la Armada de los Estados Unidos de 1944 hasta su pérdida en 1945 en el golfo de Siam (Pacífico) durante la Segunda Guerra Mundial.

## Construcción e historia de servicio
Fue construido en 1944 por Manitowoc Shipbuilding Company (Manitowoc, Wisconsin). El USS Lagarto fue asignado en la Flota del Pacífico y cumplió dos patrullas. El 3 de mayo de 1945 el buque Hatsutaka hundió al submarino, perdiéndose toda la tripulación de ochenta y seis (86) marineros. El Lagarto recibió una estrella de batalla por su servicio.